# Torkel Nerpin
Torkel Ericsson Nerpin, född 1 augusti 1896 i Klara församling i Stockholms stad, död 11 september 1968 i Hedvig Eleonora församling i Stockholm, var en svensk militär.

## Biografi
Nerpin avlade studentexamen vid Nya elementarläroverket i Stockholm 1914. Han blev sjökadett 1915 och deltog i fyra sjöexpeditioner med pansarkryssaren Fylgia 1915–1917 samt i sjöexpeditioner med pansarskeppet Niord 1918 och pansarbåten Dristigheten 1918–1919. Han avlade sjöofficersexamen vid Sjökrigsskolan 1919 och utnämndes samma år till fänrik i flottan, där han befordrades till löjtnant 1921. Därefter var han fartygschef på minsveparen Sökaren 1922, studerade vid Sjökrigshögskolan 1924–1925 och var fartygschef på vedettbåten Spica 1931. År 1934 befordrades han till kapten, varpå han var adjutant hos chefen för Underofficers- och sjömanskårerna i Stockholm 1934–1935, kadettofficer vid Sjökrigsskolan 1935–1936, instruktionsofficer vid Underofficersskolan i Karlskrona 1936–1937 och artilleriofficer på fartyg 1936–1938. Han tjänstgjorde vid Försvarsstaben 1938–1941, befordrades till kommendörkapten av andra graden 1941, var fartygschef på pansarskeppet Oscar II 1941, fartygschef på pansarkryssaren Fylgia 1941–1942 och chef för Karlskronaavdelningen 1942–1943. År 1943 befordrades han till kommendörkapten av första graden, varpå han var chef för Flottans sjömansskola vid Karlskrona örlogsstation 1943–1947 och chef för Göteborgseskadern 1947–1948. Nerpin var chef för Utbildningsavdelningen i Marinstaben 1948–1951 och inträdde i reserven 1951. Han var arkivföreståndare vid Marinförvaltningen från 1959.
Torkel Nerpin invaldes som ledamot av Kungliga Örlogsmannasällskapet 1945.
Torkel Nerpin var son till hattfabrikören Hjalmar Ericsson och Anna (Nanna) Nerpin. Han gifte sig första gången 1921 med Gertrud Cavallin (1900–1949) och de fick sönerna Rolf och Kjell, som likt fadern blev militärer. Han gifte sig andra gången 1950 med Eva Nyström (född Rosén; 1912–2005). Han är gravsatt på Norra begravningsplatsen i Solna.

### Utmärkelser
- Riddare av första klassen av Svärdsorden, 1939.[8]
- Riddare av första klassen av Vasaorden, 1947.[9]